# Любов и омраза
„Любов и омраза“ е испански сериал, създаден през 2000 – 2001 година и в момента излъчван през 2002 – 2004 година. Неговата премиера започва от 20 декември 2002 година и приключва на 5 януари 2004.Съдържа 1 сезон и 700 епизоди. Времетраенето му е 60 минути.
Сюжет:
В сериалът „Любов и омраза“, сюжетът е базиран на две сестри и двама братя. От началото до средата на сериалът, двете сестри не се познават и живеят далеч една от друга, заради раздялата между техните родители. По малката сестра-Вяра живее с баща си, мащехата си и доведеният ѝ брат. В един момент, бащата на Вяра-Румен трябва спешно да замине за чужбина по работа. Мащехата на Вяра-Ралица се възползва от отсъствието на Румен и превръща Вяра в слугиня на къщата. Тя я принуждава да започне работа в адвокатски център като чистачка за да получава пари и да ѝ ги дава на нея, а не за своето образование. Синът на Ралица-Димитър работи в Механски център. Той тормози Вяра, гледа я похотливо, иска да я изнасили и я вкарва в най-различни негови капани с цел да бъде наказана от майка му. След като Вяра започва да работи като чистачка в адвокатският център, тя се запознава с Христо и жена му-Християна. Двамата работят като адвокати. След като вижда породените симпатий на Христо след запознанството му с Вяра, Християна започва да намразва Вяра и я превръща в нейна конкуренция. Тя започва да я клевети, обижда, заплашва и опитва да изгони от адвокатският център. Между Вяра и Христо започват да се появяват искрици любов. Виждайки това, Димитър става гневен и кара майка му да организира насилствена сватба между него и Вяра, мислейки, че тя ще бъде само в неговите обятия. Доведената майка на Вяра я принуждава да се омъжи за сина ѝ. Двамата са на път да се оженят, когато бащата на Вяра пристига от чужбина и разваля сватбата. Той разбира, че дъщеря му е била тормозена от доведената ѝ майка и брат. Румен веднага гони двамата насилници на Вяра.
Разбирайки, че Вяра е решила да се омъжи за Димитър, Христо остава отчаян и искрите любов в сърцето му изгасват. Той решава да прекара живота си с жената, която никога не е обичал истински, а именно Христина. Християна остава доволна от факта, че кратката любов между Вяра и Христо е приключила. Впоследствие, Христо разбира, че между Вяра и Фимитър няма никакъв брак и неговите надежди се покачват отново нагоре. Вяра продължава да работи в адвокатският център и накрая тя признава чувствата си на Христо. Двамата разбират, че са един за друг. Гневна от любовта им, Християна решава да се съюзи с Димитър и така те да провалят живота на влюбената двойка. Христо и Вяра успешно се женят, но след това техните проблеми започват. Димитър и Християна създават такава интрига, която кара Вяра и Христо да се разведат. След случка с побой върху Димитър от Христо, Димитър е решен да си отмъсти на Христо с единственият начин...да го убие. По-голямата сестра на Вяра-Никол живее само и единствено с майка си-Камелия. Никол започва работа като лекар в болница. Случайно тя се запознава с Георги-най-добтият лекар в болницата. Двамата също започват да изпитват искрици любов един между друг, докато не се появява Моник-съперницата на Никол и най-добрата приятелка на Георги. Тя вижда заформящата се любов между Никол и Георги и прави всичко възможно за да ги раздели. В крайна сметка Георги и Никол решават да се оженят, но точно преди сватбата им, Георги разбира, че Никол и Моника са загина заедно от пътна катастрофа. След пет години Георги намира своята нова любов-Рая. Двамата силно започват да се сближават един към друг, но в този момент се завръща и Никол. Тя е оцеляла от катастрофата. Виждайки своята стара любов с друга, тя се вбесява и не се явява пред Георги. Никол също започва да се влюбва в Калоян-главният лекар на болницата. По средата на сериала, родителите на Никол и Вяра отново се виждат както преди 25 години. Така двете сестри разбират, че са прекарали целият си живот отделени една от друга. Финала свършва, когато Димитър убива Христо, а после влиза в затвора, а Никол и Георги се женят.

## Сюжет
Внимание:  Текстът по-долу разкрива сюжета на произведението (или части от него)!
Ана Кристина Роблес и Октавио Вияреал трябва да се изправят срещу лъжите и интригите, които съдбата поставя на пътя им към щастието. Заобиколени от злите намарения на враговете си, двамата ще трябва да преодолеят проблемите един по един, докато достигнат целта си – да бъдат заедно, без значение от миналото.
Ана Кристина, красиво момиче със силен характер, живее в имението на Фернандо Виляреал. Фернандо, който е смъртно болен, е посетен от племенника си Октавио – мъж, изпълнен с гняв, защото обвинява чичо си за разорението и смъртта на баща му, както и за раздялата му с Фрида, жената, която е обичал. Фернандо умира, оставяйки Октавио и Ана Кристина наследници на фабриката му за обувки. Въпреки това, в завещанието му има една клауза, която гласи, че двамата трябва да се оженят и да живеят заедно в продължение на една година, преди да решат какво да правят с компанията.
Марсиал, администраторът на фабриката, е алчен и злобен човек, който мечтае да направи фабриката своя. Той започва да оклеветява Ана Кристина пред Октавио, че със своята красота е прелъстила Фернандо, за да получи състоянието му. Администраторът убеждава Октавио да започнат да търсят Фрида. Неочаквано в съжителството между Ана Кристина и Октавио се заражда голяма любов, но двамата стават жертви на омразата на Марсиал и Фрида, които правят невъзможното за да ги разделят.

## Актьори
Част от актьорския състав:
- Сусана Гонсалес – Ана Кристина Роблес
- Сесар Евора – Октавио Виляреал
- Сабине Мусиер – Фрида Диас де Виляреал
- Алберто Естрея – Марсиал Андраде
- Марга Лопес – Хосефа Вияреал
- Мария Сорте – Мария Магдалена Ортис вдовица де Морено
- Енрике Лисалде – Рохелио Валенсия
- Кармен Салинас – Консуело
- Фелисия Меркадо – Лусия Монтес
- Марица Олеварес – Каетана
- Хари Гейтнер – Еверардо Кастийо
- Фабиан Роблес – Хосе Алфредо Морено Ортис
- Хоакин Кордеро – Фернандо Виляреал
- Ниньон Севиля – Макарена Ногалес
- Силвия Манрикес – Росалия
- Артуро Пениче – Флавио
- Жаклин Бракамонтес – Леонела Монтенегро де Валенсия
- Мигел Корсега – Мануел Роблес
- Марлене Фавела – Сесилия Амарал
- Лус Елена Гонсалес – Фуенсанта

## Премиера
Премиерата на Любов и омраза е на 11 февруари 2002 г. по Canal de las Estrellas. Последният 124. епизод е излъчен на 2 август 2002 г.

## Награди и номинации
Награди TVyNovelas (2002)
| Категория                                | Личност         | Резултат   |
| ---------------------------------------- | --------------- | ---------- |
| Най-добър актьор в главна роля           | Сесар Евора     | Номиниран  |
| Най-добър актьор в отрицателна роля      | Алберто Естрея  | Номиниран  |
| Най-добра актриса във второстепенна роля | Кармен Салинас  | Номинирана |
| Най-добро женско откритие                | Сусана Гонсалес | Печели     |

## В България
В България сериалът е излъчен през 2002 г. по bTV. Ролите се озвучават от Наталия Бардская, Антония Драгова, Любомир Младенов, Марин Янев и Христо Узунов.